# روجر ديكنسون
روجر ديكنسون (بالإنجليزية: Roger Dickinson)‏ هو محامي وسياسي أمريكي، ولد في 22 سبتمبر 1950 بنيو هيفن في الولايات المتحدة. حزبياً، نشط في الحزب الديمقراطي. وقد انتخب عضو جمعية ولاية كاليفورنيا.

## وصلات خارجية
- الموقع الرسمي